# أغنيس ايريس
أغنيس ايريس (بالإنجليزية: Agnes Ayres) (4 أبريل 1898 - 25 ديسمبر 1940) ممثلة أمريكية زادت شهرتها في عهد السينما الصامتة .

## روابط خارجية
- أغنيس ايريس على موقع IMDb (الإنجليزية)
- أغنيس ايريس على موقع ألو سيني (الفرنسية)
- أغنيس ايريس على موقع تيرنر كلاسيك موفيز (الإنجليزية)
- أغنيس ايريس على موقع أول موفي (الإنجليزية)
- أغنيس ايريس على موقع قاعدة بيانات برودواي على الإنترنت (الإنجليزية)
- أغنيس ايريس على موقع قاعدة بيانات الأفلام السويدية (السويدية)
- أغنيس ايريس على موقع قاعدة بيانات الفيلم (الإنجليزية)
- أغنيس ايريس على موقع كينوبويسك (الروسية)
- Agnes Ayres على موقع فايند أغريف
- Photographs and literature at Virtual History